# FK Sinđelić Belgrade
 (mai 2016).
Si vous disposez d'ouvrages ou d'articles de référence ou si vous connaissez des sites web de qualité traitant du thème abordé ici, merci de compléter l'article en donnant les références utiles à sa vérifiabilité et en les liant à la section « Notes et références ».
Maillots
Actualités
Le Fudbalski Klub Sinđelić (en serbe : Фудбалски Клуб Синђелић), plus couramment abrégé en FK Sinđelić, est un club serbe de football fondé en 1937 et basé à Belgrade, la capitale.
Le club joue actuellement en 2e division serbe.

## Palmarès
| Compétitions nationales                                |
| ------------------------------------------------------ |
| - Championnat de Serbie D3 (1) : - Champion : 2012-13. |

## Personnalités du club

### Présidents du club
- Milomir Božić

### Entraîneurs du club
| - Dragan Đukanović (2013) - Milan Lešnjak (2014) - Jovan Stanković (2014) - Gordan Petrić (2015) - Zoran Mirković (2015) - Goran Lazarević (2016) - Dušan Kljajić (2016) | - Aleksandar Jović (2017) - Bogdan Korak (2017) - Slaviša Božičić (2018) - Radomir Koković (2018 - 2019) - Žarko Ćurčić (2019) - Vladimir Madžarević (2019) - Branko Mirjačić (2019) | - Žarko Ćurčić (2019) - Dragan Đukanović (2019) - Uroš Kalinić (2019 - 2020) - Miloš Lukić (2020) - Dragan Perišić (2020 - 2021) - Dejan Đuričić (2021) - Aleksandar Petrović (2021 -) |  |